# Ashley Fink
Ashley Rae Fink  (født 20. november 1986)  er en amerikansk skuespiller og sanger, kendt for sin rolle som Lauren Zizes i tv-serien Glee, og også som Carter McMahon i Huge.

## Opvækst
Fink blev født i Houston, og begyndte at spille skuespil i en alder af fire efter at stjålet hovedrollen i hendes skoles ferieskuespil. Efter flytningen til Los Angeles med sin familie, begyndte hun på Arts High School, hvor hun begyndte at optræde for et stort publikum, hvor hun spillede en ledende rolle i The Wizard of Oz (som løven), og You're a Good Man Charlie Brown (som Lucy), for at nævne et par stykker. Fink har sagt, at hun blev mobbet i gymnasiet, men at hun ikke lod sig gå på. Fink har en ældre søster ved navn Stephanie og to yngre søstre. 

## Karriere
Ashley kom til Hollywood, da hun medvirkede i Tribeca Film Festival ramt Fat Girls. Hun har optrådt i Make It or Break It, som gennemgående figur Lauren Zizes i Glee og spillede rollen som Carter McMahon Huge. Hun har også optrådt i Walt Disney Pictures filmen You Again sammen med Betty White, Jamie Lee Curtis og Sigourney Weaver.